# Paramiana canoa
Paramiana canoa är en fjärilsart som beskrevs av Barnes 1907. Paramiana canoa ingår i släktet Paramiana och familjen nattflyn. Inga underarter finns listade i Catalogue of Life.